# Historia Brazylii

## Okres przedkolonialny
Niewiele wiadomo o kulturach Indian zamieszkujących tereny obecnej Brazylii tysiące lat przed przybyciem Europejczyków. Były to głównie plemiona Tupi-Guarani, Arawaków i Karaibów, które utrzymywały się z rybołówstwa, myślistwa, zbieractwa i uprawy roli.

W odróżnieniu od oddzielonych Andami cywilizacji z zachodniego wybrzeża Ameryki Południowej Indianie ze wschodniego wybrzeża i interioru nigdy nie wykształcili materialnego piśmiennictwa, ani monumentalnej architektury. Były to przede wszystkim plemiona o charakterze na poły koczowniczym, w odróżnieniu od osiadłych, rolniczych cywilizacji andyjskich.

## Okres kolonialny

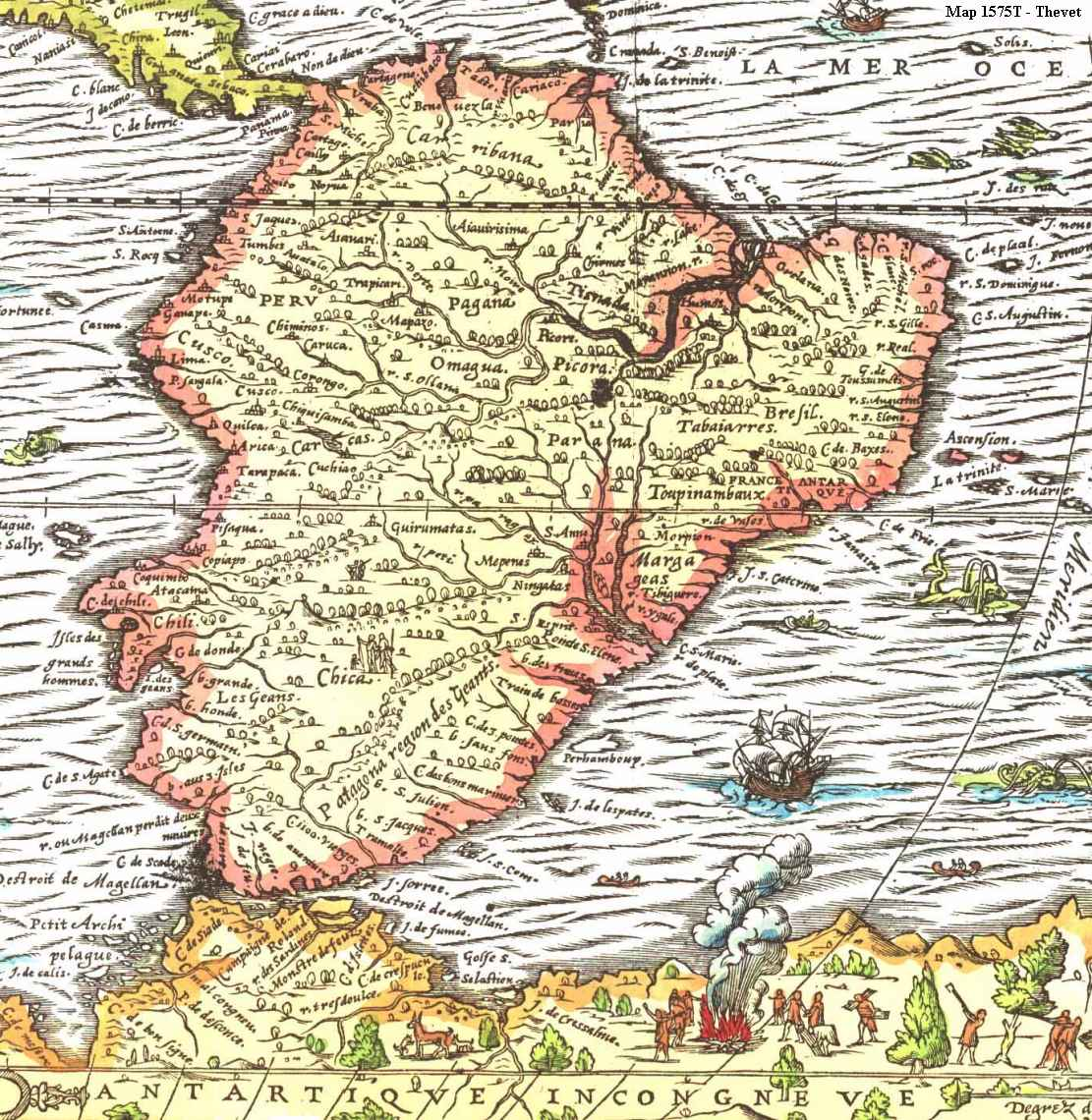
Mapa Ameryki Południowej z 1575.

Brazylia została odkryta 22 kwietnia 1500 roku przez portugalskiego żeglarza Pedro Álvares Cabrala, który nazwał nowo odkryty ląd Terra de Vera Cruz (Ziemia Prawdziwego Krzyża), przemianowany wkrótce na Santa Cruz (Święty Krzyż). Pierwszą ziemią, którą zobaczyli z morza, były wzgórza Monte Pascoal, a miejsce, gdzie zeszli na ląd, nazywa się obecnie Porto Seguro („bezpieczny port”) i znajduje się w stanie Bahia. Zgłosił on pretensje korony portugalskiej do odkrytych terenów na mocy traktatu z Tordesillas z roku 1494, który dzielił Nowy Świat pomiędzy Hiszpanię i Portugalię.
Pierwszymi białymi, którzy zostali przymusowo osiedleni, byli dwaj skazańcy pozostawieni przez Cabrala, aby umacniać kontakty z tubylcami przez mieszanie ras, co było portugalską praktyką tamtych czasów. Już w 1501 roku przybyli pierwsi portugalscy osadnicy. Część z nich to poszukująca lepszego losu biedota, ale prym wiodła szlachta, która otrzymywała w uznaniu zasług duże połacie na terenie nowej kolonii (capitanias). Wiele z tych olbrzymich posiadłości to obszary obecnych brazylijskich stanów. W 1532 powstała pierwsza kolonia São Vicente. W 1554 kraj został podzielony na 15 dziedzicznych kapitanii, które później zostały jednostkami administracyjnymi. W pierwszym stuleciu kolonizacja przebiegała powoli i miała znamiona systemu feudalnego.
Obecna nazwa kraju pojawiła się około 1512 roku (wypierając w drugiej połowie XVI w. prawie całkowicie Santa Cruz), gdy coraz większe zyski zaczęto czerpać z eksploatacji rdzenia drzewa Caesalpinia echinata i C. brasiliensis, które zawierało cenny czerwony barwnik (brazylina), wykorzystywany w tkactwie. Do wyrębu drzew potrzebna była siła robocza, więc wykorzystywano niewolników spośród schwytanej ludności tubylczej. Rabunkowa gospodarka dość szybko doprowadziła do wyniszczenia paubrasil i ruiny utrzymującej się z tego ludności. W tym czasie zakładano pierwsze osiedla, a pierwsze z nich São Vicente powstało już w roku 1532. Inną dochodową działalnością w XVI i XVII wieku były plantacje trzciny cukrowej przywiezionej tu z Madery i Wysp Zielonego Przylądka, które powstawały masowo na wschodnim wybrzeżu. W związku z tym, wzrastało zapotrzebowanie na niewolniczą siłę roboczą. Indianie nie nadawali się do ciężkiej pracy i masowo ginęli, więc rozpoczęto sprowadzanie czarnoskórych niewolników z Afryki.
Od początku zaczęła się ewangelizacja kraju. Ważnym misjonarzem był św. Józef Anchieta, który wylądował w Brazylii w 1553.
W XVII wieku wraz z odkryciem w Brazylii złóż złota i diamentów pojawiły się zastępy zbrojnych awanturników, bandeirantes, którzy trudnili się oprócz tego handlem indiańskimi niewolnikami. Pod koniec XVII wieku boom na cukier zaczął się kończyć i coraz bardziej nasilała się migracja ludności na zachód i południe Brazylii. Świadectwem przesunięcia centrum kolonialnego było przeniesienie stolicy z Salvadoru w stanie Bahia do Rio de Janeiro w 1763 roku.
W początkowym okresie historii kolonialnej Brazylii, Portugalczycy musieli się ścierać z próbującymi tworzyć własne osiedla Francuzami i Holendrami.
Część zbiegłych niewolników tworzyła na odległych od kolonialnej cywilizacji terenach własne osiedla zwane quilombos. Pozwalały one na samowystarczalne przetrwanie dla setek zbiegłych niewolników i ich rodzin. Przeciw nim były organizowane wyprawy zbrojne, które zawsze napotykały zacięty opór, w niektórych przypadkach, udawało się go złamać dopiero po wykorzystaniu artylerii. Jednym z większych terytoriów uwolnionych niewolników było Quilombo dos Palmares na czele którego stał Zumbi.
W XVIII wieku nastąpił ponowny rozwój rolnictwa związany z wprowadzeniem uprawy bawełny. Dobre warunki oraz łatwa dostępność taniej, niewolniczej siły roboczej spowodowały szybki wzrost produkcji.
Pod wpływem zwycięskiej wojny o niepodległość w Ameryce Północnej, wybuchały nieudane powstania: 1789 w stanie Minas Gerais, 1794 w Rio de Janeiro, 1798 w stanie Bahia i 1801 w Pernambuco.

### Unia realna
W 1807 roku, uciekając przed wojskami Napoleona, które wyruszyły na Lizbonę, przybył do Brazylii razem z dworem portugalski książę regent, późniejszy Jan VI, z dynastii Bragança i objął rządy zamiast wicekróla. Rio de Janeiro stało się stolicą portugalskiego imperium. Król położył kres trwającemu 3 wieki monopolowi handlowemu Portugalii i zapoczątkował rozwój przemysłu. Założył pierwszą gazetę, bank, akademię wojskową i akademię marynarki wojennej, szkołę medyczną, teatr, bibliotekę, muzeum i obserwatorium astronomiczne.
W 1815 roku zniesiono statut kolonialny i ogłoszono Brazylię królestwem wchodzącym w skład unii realnej „Zjednoczone Królestwo Portugalii, Brazylii i Algarve”.
W 1817 wybuchło krótkotrwałe republikańskie powstanie w Pernambuco, stłumione przez siły monarchii portugalskiej.
W 1821 Jan VI powrócił do Lizbony zostawiając władzę swemu synowi Dom Pedro.

## Cesarstwo

Flaga Cesarstwa Brazylii (18 września 1822 – 15 listopada 1889)

W XIX wieku wprowadzono szerokie reformy gospodarcze.
W 1821 zwołane w Rio de Janeiro Zgromadzenie Narodowe uchwaliło oddzielenie Brazylii od Portugalii, a w 1822 powstało samodzielne od korony portugalskiej cesarstwo, kiedy to 12 października Dom Pedro przyjął tytuł cesarza. Na czele cesarstwa stanął dotychczasowy regent i dziedzic korony portugalskiej regent Pedro I, który po wyniszczającej wojnie z Argentyną w latach 1825–1828 i rozruchach w Rio de Janeiro abdykował na rzecz swego syna, Pedro II. W pierwszych dekadach cesarstwa rozpoczęła się uprawa kawy na szeroką skalę. Już w roku 1850 Brazylia dostarczała 45% produkcji światowej. Pedro II chociaż wprowadził wiele reform, to okres jego panowania był naznaczony licznymi wewnętrznymi buntami i konfliktami z sąsiadującymi państwami. W 1835 roku odbyła się rebelia niewolników o silnie islamskim charakterze. W latach 1864–1870 Brazylia wraz z Argentyną i Urugwajem prowadziła wojnę z Paragwajem. W jej wyniku Paragwaj stracił dużą część swojego terytorium na rzecz zwycięzców. Początkiem końca Cesarstwa była rewolta Manuela Deodora da Fonseki, przyniosła kres jego panowaniu, a następnie w 1889 ustanowiono republikę.
Zasiedlenie przez kolonistów terenów północnych i północno-zachodnich Amazonii zostało przyśpieszone przez zbieractwo kauczuku naturalnego. Brazylia miała przez szereg lat monopol na eksport tego produktu na rynki światowe. Dopiero wprowadzenie plantacji kauczukowych przez Anglików na Cejlonie, w Malezji i Indonezji, spowodowało kryzys brazylijskiej gospodarki kauczukowej.

## Republika

### 1889-1930

Tymczasowa flaga Republiki Brazylii od 15 do 19 listopada 1889

Flaga Brazylii od 1889 do dzisiaj

Po zniesieniu niewolnictwa (1888) i proklamowaniu republiki federacyjnej (1889) zaczął wzrastać ruch imigracyjny z Europy i Azji. Do Brazylii przybywały miliony nowych obywateli, z czasem zmusiło to do wprowadzenia tzw. kwot imigracyjnych, ograniczający napływ ludności.
24 lutego 1891 parlament uchwalił nową konstytucję wzorowaną na ustawie zasadniczej USA. Brazylia została republiką federalną, z rozdziałem Kościoła od państwa. Jednak władza nadal pozostawała w rękach wielkich posiadaczy ziemskich.

### 1930-1945
W latach 20. XX wieku rozpoczął się narastający kryzys gospodarczy, który został dodatkowo pogłębiony przez kryzys gospodarki światowej. W 1929 roku spadły ceny kawy co spowodowało załamanie gospodarki Brazylii. W 1930 r. młodzi oficerowie dokonali przewrotu określonego potem jako rewolucji, w rezultacie którego do władzy doszedł Getúlio Vargas, wcześniejszy gubernator stanu Rio Grande do Sul. Początkowo w latach 1930–1937 rządził jako konstytucyjny prezydent, a następnie aż do roku 1945 jako dyktator. Nowy rząd początkowo zobowiązał się do szybkiego oddania władzy, lecz zamiast tego zlikwidował kongres, zawiesił konstytucję a gubernatorów zastąpił własnymi zwolennikami. W latach 30. doszło do trzech prób obalenia wojskowego rządu. W 1932 roku odbyło się powstanie konstytucjonalistów, w 1935 roku odbyła się antyrządowa rebelia zorganizowana przez komunistów, która wykorzystana została do wprowadzenia przez Vargasa pełnej dyktatury i cenzury prasy. Ostatnią próbą zbrojnego obalenia rządu był pucz faszystowski w 1938 roku. Mimo faszyzacji kraju Brazylia nie podpisała francusko-brytyjskiego paktu nieinterwencji w okresie hiszpańskiej wojny domowej oraz przekazała republikanom 2 i pół miliona dolarów oraz pomoc materialną obejmującą 25 tysięcy karabinów. Do Brazylii przed terrorem nacjonalistów udało się uciec ponad 50 tys. osób, głównie uchodźcom, intelektualistom i sierotom wojennym. W okresie II wojny światowej Brazylia opowiedziała się po stronie aliantów i jako jedyne państwo Ameryki Południowej wysłała do Europy korpus ekspedycyjny. W dniu 28 stycznia 1942 r. zerwała z Niemcami stosunki dyplomatyczne, a 23 sierpnia 1942 wypowiedziała Niemcom wojnę. Pod wpływem wojny Vargas odrzucił wzorce faszyzujące i przyjął bardziej liberalną politykę. Po zwycięstwie aliantów w wojnie światowej, stał się kłopotliwy jako niedawny sojusznik światowych potęg i szybko został obalony w wojskowym puczu.

### 1945-1964
W roku 1950 Vargas powrócił do władzy jako prezydent w rezultacie wyborczego zwycięstwa utworzonej przez niego Brazylijskiej Partii Pracy. W pierwszej fazie prezydentury wprowadził szereg postępowych reform a swoje rządy oparł na środowiskach lewicy. Pod naciskiem narodowców i lewicy prowadził politykę uprzemysłowienia kraju, rozwiązał problem państwowego monopolu naftowego „Petrobras”, ograniczył inwestycje obcego kapitału, wprowadził szereg prorobotniczych praw, zakończył działania rządu polegające na ingerencji w działanie związków zawodowych oraz przeprowadził rewizję płacy minimalnej. W 1952 roku zawarł układ militarny ze Stanami Zjednoczonymi Ameryki jednak zachował się neutralnie odmawiając wysłania wojsk brazylijskich do Korei. W ciągu drugiej kadencji kontynuował represje przeciwko ruchowi komunistycznemu. Stopniowo odchodził od postępowych reform tracąc poparcie społeczeństwa i lewicy zmuszony został do walki o wpływy w konserwatywnie nastawionym wojsku. Jego rządy napotkały na silną opozycję, pomimo starań Vargasa największą opozycję stanowiły kręgi wojskowe. Była to reakcja na szereg skandali, które wiązały się z członkami jego administracji. Cztery lata po objęciu władzy na skutek kryzysu politycznego i zmuszeniu go przez wojsko do oddania władzy popełnił samobójstwo.
W następnych latach prezydenturę objął kandydat socjaldemokratów Juscelino Kubitschek de Oliveira (1956-1961), który obiecał pięćdziesiąt lat postępu w ciągu pięciu lat. Rozpoczął ambitny plan pobudzenia i przebudowy brazylijskiej gospodarki. Było to związane z modernizacją kraju, czego najbardziej widocznym przykładem była zbudowana od podstaw nowa stolica Brazylii od 1960 roku – Brasília. Kubitschek przyjął łagodną postawę wobec opozycji politycznej dzięki czemu mógł rządzić bez poważniejszych kryzysów. W okresie jego rządów sektor gospodarki i przemysłu znacznie wzrósł. Największym sukcesem rządu socjaldemokratów okazała się budowa nowej stolicy kraju, Brasílii oddanej do użytku w 1960 roku. Następcą Kubitscheka został Jânio Quadros, który podał się do dymisji w 1961 roku po krótszym niż rok urzędowaniu. Prezydenturę objął wiceprezydent João Goulart, który jako kandydat lewicy zobowiązał się do przeprowadzenia radykalnych reform społecznych. Zapowiedział przeprowadzenie reformy rolnej i nacjonalizację zagranicznych koncernów naftowych. Prezydent został obalony w kwietniu 1964 w zamachu stanu zorganizowanym z udziałem Stanów Zjednoczonych. Zamach zapoczątkował okres istnienia w Brazylii reżimu wojskowego.

### 1964-1985
Nowy system miał być przejściowy, jednak szybko zmienił się w dyktaturę. Reżim szeroko stosował represje polityczne względem swoich przeciwników, w tym artystów i dziennikarzy. W opozycji przeciw rządom wojskowym doszło do powstania zbrojnych ruchów partyzanckich. Rząd Brazylii zobowiązał się w ramach operacji Kondor wyeliminować także opozycję na emigracji. W 1967 roku w regionie Goiás rozpoczęła się regularna rebelia zorganizowana przez maoistowską KPB. Trwała ona do 1972 roku. W większych miastach z kolei działalność rozpoczęły miejskie guerille w tym m.in. Armia Wyzwolenia Narodowego. Pomimo brutalności i metod zbliżonych do totalitaryzmu, system na początku lat 70. zdobył poparcie sporego grona Brazylijczyków ze względu na ówczesny boom gospodarczy. W 1973 r. Brazylia osiągnęła najwyższą na świecie stopę wzrostu dochodu narodowego w ciągu roku, który wyniósł 14%. W 1980 r. nadmiernie rozdmuchana gospodarka przeżyła załamanie, w wyniku którego stała się najbardziej zadłużonym krajem świata. Lata dyktatorskiej władzy skutecznie zniechęciły społeczeństwo. Mimo rozbicia wojsk partyzanckich, rząd kontynuował politykę represji (która wcześniej była argumentowana walką z rebelią). W obliczu narastającego kryzysu społecznego i serii porażek gospodarczych rządu generał Ernesto Geisel zgodził się na pewną liberalizację życia publicznego, w 1979 roku wprowadził on ustawę o amnestii która zapoczątkowała mozolny powrót do demokracji w okresie dekady lat 80.

### 1985-do dzisiaj
W 1985 roku zaprowadzono ponownie rządy cywilne. Elektorat wybrał na prezydenta Tancredo Nevesa, który jednak zmarł przed przejęciem urzędu. Jego następcą został Jose Sarney. W roku 1989 w pierwszych od niemal 30 lat wolnych wyborach został wybrany na prezydenta Fernando Collor de Mello. We wrześniu 1992 roku wśród oskarżeń o korupcję, de Mello zrezygnował. Od 3 października 1994 roku funkcję prezydenta sprawował, były minister finansów, Fernando Henrique Cardoso, po reelekcji w 1998 przewodził krajowi w okresie powtarzających się kryzysów finansowych.
Zaskakująco duże dysproporcje w dystrybucji dochodu narodowego i nierozwiązane problemy społeczne spowodowały, że szerokie rzesze zubożałej ludności wybrały w 2003 roku kandydata lewicy jakim był Luiz Inácio Lula da Silva.